# Smash into Pieces
Smash into Pieces ist eine schwedische Rockband, die 2008 in Örebro gegründet wurde. Die Band hat bisher sieben Studioalben veröffentlicht.
Seit Anfang April 2024 ist die aktuelle Single Heroes Are Calling als In- und Outro in der Fußball-Bundesliga-Berichterstattung von Sky Deutschland zu hören.

## Geschichte
Die Geschichte von Smash into Pieces begann im Jahr 2008, als sich Benjamin Jennebo (Gitarre), Isak Snow (Schlagzeug) und Viktor Vidlund (Bass) trafen, um zusammen zu jammen. Im selben Jahr stießen Chris Adam Hedman Sörbye (Gesang) und Per Bergquist (Gitarre) hinzu. Die Band trat in der Folge in lokalen Pubs in der Nähe von Örebro auf.
Im April 2013 unterzeichnete Smash into Pieces einen Plattenvertrag bei Gain / Sony Music und veröffentlichte das Debütalbum Unbreakable. Das Album belegte den dritten Platz in den schwedischen Rock-Charts. Im November des Jahres traten sie live in Japan auf. Dafür wurde eine limitierte Auflage des Albums Unbreakable bei King Records aufgelegt.
2015 veröffentlichte die Band ihr zweites Album The Apocalypse DJ, das den zweiten Platz der schwedischen Rock-Charts erreichte. Das Album belegte auch Top Ten-Platzierungen in anderen skandinavischen Album-Charts. Der Track Disaster Highway wurde auf der Rock-Playlist „Rock This“ auf Spotify gelistet und war der erste Song, der über eine Million Streams bei dem Streaming-Dienst erreichte. Nach diesem Album verließ Isak Snow die Band.
Ihren großen Durchbruch erlangte die Band 2017 mit dem dritten Album Rise and Shine. In diesem Zuge wurde The Apocalypse DJ (kurz APOC) offiziell zum Mastermind, Schlagzeuger und DJ der Band. Mit diesem Reboot wurden der Musik weitere Electro- und EDM-Elemente hinzugefügt, die der Band einen neuen Sound verliehen. Auch nach dem dritten Album musste die Band einen weiteren Abgang hinnehmen: Viktor Vidlund verließ Smash into Pieces.
Mit dem Erfolg des Albums stieg die monatliche Hörerzahl bei Spotify von 90.000 auf 205.000. Nach dem Album startete die Band eine längere Konzerttour mit drei großen Tourneen durch Nordamerika, Europa und Skandinavien mit 100 Auftritten innerhalb von zehn Monaten.
In das Album Evolver (2018) integrierte die Band stärker als bisher Pop- und Elektroelemente.
Bevor im Jahr 2020 das Album Arcadia erschienen, wurden zwischen 2019 und dem Albumrelease bereits acht Songs des Albums sowie drei Remixes von DJ Zardonic digital veröffentlicht. Zwei der Singles (Big Bang und Everything They S4Y) wurden zudem in limitierter Stückzahl über den Bandshop verkauft.
Das Album A New Horizon erschien im August 2021, fast auf den Tag genau ein Jahr nach Arcadia. Das Album erzählt die Geschichte des Vorgängeralbums zu Ende. Im Vorfeld wurden die ersten vier Singles (Rise Up, Real One, My Wildest Dream und Broken Parts) als limitierte, signierte Single-CDs über den bandeigenen Shop verkauft. Eine Besonderheit ist die dritte CD, die zusammen mit dem Titel Bangarang unter dem Namen VR erschienen und somit ihre bisher einzige Single-CD mit zwei Songs ist.
Bereits am 29. Oktober 2021 wurde eine digitale Deluxe-Edition von A New Horizon zur Verfügung gestellt, das zusätzlich das gesamte Album (außer Outrun) als Akustikversionen beinhaltet. Diese Versionen unterscheiden sich zum Teil von den bereits auf den digitalen Singles veröffentlichten Varianten.
Genau am 31. Dezember 2021 zum Ausklang des Jahres wurde Not Waiting For Heaven veröffentlicht. Die Single ist den Fans, Familien und Freunden von Smash into Pieces als Dankeschön für die unermüdliche Unterstützung gewidmet. „This song is dedicated to our fans, family and friends which is our major fuel to keep on going every single day. We´re forever grateful for your never ending support.“ („Dieser Song ist unseren Fans, unserer Familie und unseren Freunden gewidmet, die unser wichtigster Antrieb sind, um jeden Tag weiterzumachen. Wir sind für immer dankbar für eure unermüdliche Unterstützung.“)
Im Jahr 2021 veröffentlichte der Schlagzeuger und ernannte „Anführer“ The Apocalypse DJ Gaming Remixes von drei Singles (Forever Alone, Wake Up, Godsent).
Im Juni 2022 veröffentlichte die Band ein Mini-Album mit dem Titel Throne, das sechs Singles von ihrem siebten Studioalbum Disconnect (Throne, Heathens, A Shot in the Dark, Vanguard, Deadman, The Rain) und eine Instrumentalversion von Throne beinhaltet.
Im September 2022 erschien das siebte Studioalbum Disconnect. Einen Monat später wurde eine Peaceful Piano Version des Albums von The Apocalypse DJ (APOC) veröffentlicht. Diese beinhaltet auch eine Akustik/Piano Version von Reckoning zusammen mit dem Sänger von Smash into Pieces, Chris Adam. Bereits zwei Monate später öffnete die Band am 18. November mit ihrer neusten Single Sleepwalking die Tore zu einer neuen Ära von Smash into Pieces.
Am 30. November 2022 gab die schwedische Rundfunkanstalt SVT bekannt, dass die Band mit ihrem Beitrag Six Feet Under am ESC-Vorentscheid, dem Melodifestivalen 2023 teilnehmen wird. Die Band nahm am vierten Halbfinale teil und zog ins Finale am 11. März 2023 in Solna ein. Sie erreichten dort den dritten Platz mit 112 Punkten.
2024 traten Smash into Pieces mit Heroes are Calling erneut beim Melodifestivalen an. Sie erreichten im ersten Halbfinale den ersten Platz und qualifizierten sich so erneut direkt für das Finale.

## Diskografie (Auswahl)
Alben
- 2013: Unbreakable
- 2015: The Apocalypse DJ
- 2017: Rise & Shine
- 2018: Evolver
- 2020: Arcadia
- 2021: A New Horizon
- 2022: Disconnect
- 2024: Ghost Code

Singles
- 2009: Fading
- 2012: I Want You to Know
- 2013: Colder
- 2013: A Friend Like You
- 2013: Unbreakable
- 2014: Disaster Highway
- 2015: Checkmate
- 2016: Merry Go Round
- 2016: Let Me Be Your Superhero
- 2016: Higher
- 2017: Yolo
- 2017: Radioactive Mother (Lover)
- 2017: Boomerang
- 2018: Superstar in Me
- 2018: Ride with U
- 2018: In Need of Medicine
- 2018: Like This!
- 2019: Human
- 2019: Arcadia
- 2019: Ego
- 2020: Mad World
- 2020: Godsent
- 2020: All Eyes on You
- 2020: Everything They S4Y
- 2020: Higher (Zardonic Remix)
- 2020: Big Bang
- 2020: Big Bang (Zardonic Remix)
- 2020: Counting on Me
- 2020: Boomerang (Zardonic Remix)
- 2020: Let Me Be Your Superhero (Acoustic)
- 2020: Save It for the Living (Acoustic)
- 2021: Come Along (Acoustic)
- 2021: Arcadia (Jerome Remix)
- 2021: Rise Up
- 2021: Wake Up (Gaming Remix) ft. APOC
- 2021: Real One
- 2021: Counting on Me
- 2021: VR
- 2021: Broken Parts
- 2021: All Eyes on You (Acoustic Version)
- 2021: Cut You Off
- 2021: Glow in the Dark
- 2021: The Rain
- 2021: Not Waiting for Heaven
- 2022: Deadman
- 2022: Vanguard
- 2022: A Shot in the Dark
- 2022: Heathens
- 2022: Freight Train
- 2022: Sleepwalking
- 2023: Six Feet Under
- 2023: Six Feet Under (Alex D'Rosso & APOC Remix)
- 2023: The Tide
- 2023: Six Feet Under (Acoustic) [feat. Citizen Soldier]
- 2023: The Flow
- 2023: Watching Over You
- 2023: Out of Here
- 2023: Venom
- 2024: Heroes Are Calling
- 2024: Afterglow
- 2024: Flame (feat. Liamoo)